# صمد (محافظة الجموم)
صمد قرية سعودية، في محافظة الجموم بمنطقة مكة المكرمة. تقع في شمال غرب مكة المكرمة بمسافة تقارب (30) كم. 
سميت قرية الصمد بهذا الاسم لأن أرضها منبسطة يسهل الزراعة عليها.

## التاريخ
قرية الصمد هي قرية تقع في وادي فاطمة وقد سميت بهذا الاسم لأن أرضها منبسطة يسهل الزراعة فيها وسكانها من الإشراف ذوي بركات.
فيها مراكز الرعاية الصحية ومدرسة للبنين والبنات ومسجد الصمد وحديقة مسجد الصمد ومصلى العيدين بقرية الصمد والفج المداري وقرية آل بشر كما فيها العديد من المتاجر كمتجر الاحتياج للتسوق وروعة المذاق وكفتريا خليل ابو إبراهيم ومطعم الكروان البخاري الجديد ودكة يمانية والعديد من الأسواق وفيه الكثير من الزراعة المهمة كمزرعة مساعد وهزاع بن حامد